# Stischkiwske
Stischkiwske (ukrainisch Стіжківське; russisch Стожковское/Stoschkowskoje) ist eine Siedlung städtischen Typs im Osten der Ukraine in der Oblast Donezk mit etwa 4000 Einwohnern.

## Geographie
Die Siedlung städtischen Typs liegt im Donezbecken, etwa 45 Kilometer östlich vom Oblastzentrum Donezk und 9 Kilometer nördlich vom Stadtzentrum von Schachtarsk, zu dessen Stadtkreis sie zählt, entfernt.
Der Ort bildet die gleichnamige Siedlungsratsgemeinde, zu dieser zählen auch noch die Ansiedlungen Tschumaky (Чумаки) und Winnyzke (Вінницьке). Eine weitere Siedlung namens Buruzkoho (Буруцького) wurde 2009 aufgelassen.

## Geschichte
Der Ort wurde 1854 als Chutor Stoschkowo (Хутор Стожково) gegründet und erhielt 1956 den Status einer Siedlung städtischen Typs, seit Sommer 2014 ist der Ort im Verlauf des Ukrainekrieges durch Separatisten der Volksrepublik Donezk besetzt.